# Brommella digitata
Brommella digitata là một loài nhện trong chi Brommella, họ Dictynidae.
Loài này được Tian Lu, Hui-Ming Chen và Zhi-Sheng Zhang miêu tả năm 2015.

## Phân bố
Loài này được tìm thấy trong Khu bảo tồn thiên nhiên Phạm Tịnh Sơn, địa cấp thị Đồng Nhân, Quý Châu, Trung Quốc.